# انسان پیشگام
انسان پیشگام (Homo antecessor) یک گونه (یا زیرگونه) منقرض شده از انسان است که بین ١/٢ میلیون سال پیش تا ٨٠٠٫٠٠٠ سال پیش می زیسته است و کاشفان آن اودالد کربونل، خوان لوییس آرسواگا و جی.ام.برمودز دی کسترو بوده‌اند. انسان پیشگام از اولین گونه‌های انسانی است که در اروپا می زیسته است. مباحثات باستان‌شناسی و انسان شناسی مختلفی در مورد اینکه چگونه انسان پیشگام به سایر گونه‌های انسان در اروپا مربوط می‌شود، انجام گرفته‌است که برخی از آن‌ها عنوان می‌کنند که این گونه یک رابط تکاملی بین انسان کارورز و انسان هایدلبرگی بوده‌است. با این حال ریچارد کلین معتقد است که انسان پیشگام یک گونهٔ مجزاست که از انسان هایدلبرگی تکامل پیدا کرده‌است. سایرین عقیده دارند که انسان پیشگام در حقیقت همان انسان هایدلبرگی است که از ٦٠٠٫٠٠٠ تا ٢٥٠٫٠٠٠ سال جلوتر در دورهٔ پلیستوسن در اروپا می زیسته است. 

## مشخصات بدنی
انسان پیشگام دارای متوسط قد ۱.۶ تا ۱.۸ متر بوده‌است. وزن نوع مذکر آن به طور متوسط ۹۰ کیلوگرم بوده‌است. حجم مغز وی نیز ۱۰۰۰ سی سی بوده‌است.